# ててて!TV
『ててて!TV』（てててティーヴィー）は、山梨放送（YBSテレビ）で放送されている生放送の情報番組である。2021年4月2日からは『やまなし調ベラーズ ててて!TV』の番組名で放送されている。

## 概要
2013年4月1日に16:20 - 16:53の33分（金曜は16:20 - 16:50の30分）番組『山梨!驚き+発見テレビ ててて!TV』としてスタート。YBSテレビとしては2006年3月まで放送された『ゆうひのジャングル』以来となる夕方の情報帯番組である。番組名の『ててて!』は甲州弁で驚いた時に使用される『て!』に由来する。
2016年3月31日に前枠の『ライオンのごきげんよう』（フジテレビ制作、15:50-16:20）が終了したことと後枠の『news every.』が制作局の日本テレビでも金曜日も月 - 木曜日同様の枠切りによる3部制に移行し、金曜日も第2部の開始が16:53となったことに伴い、4月1日より放送時間を月 - 金曜日通しで15:50-16:53に拡大。同月4日より『山梨ライブ ててて!TV』としてリニューアルし、キャスター陣が一新され、新たにコメンテーターが設けられた。
2017年4月3日より、『news every.・第2部』が3分前拡大となることから、放送時間が3分縮小の15:50-16:50となり、同時にMC陣や一部のレギュラー出演者が変更された。また、YBSワイドニュースのキャスターが担当していたニュースコーナーはメインMCを務めるアナウンサーが担当するようになった。
2020年3月30日よりYBSアナウンサーの田中千尋が月～木MCを担当し（月・火MCの和泉義治と水・木MCの村上幸政は続投）、金曜日は同局の海野紀恵とお笑いコンビのダンビラムーチョのMCによる『山梨ライブ ててて!TV GOLD』としてリニューアルされる。
2021年4月2日から『やまなし調ベラーズ ててて!TV』として金曜19時台へ移動することが3月1日の放送で発表された。メインMCには髭男爵の山田ルイ53世と夕方枠からの続投で田中が起用される。夕方での帯編成放送は同年3月19日で終了。同年3月22日からはこれまで後述どおり部分ネットであった『news every.・第1部』が放映されている。枠移動後、当該時間に放送中の『クイズ!あなたは小学5年生より賢いの?』→『ニノさん』のレギュラー放送は土曜9:30 - 10:30に移動し、『沸騰ワード10』や『クイズ!あなたは小学5年生より賢いの?』→『ニノさん』などの日本テレビ制作の2時間SP編成となった場合等は19:56に飛び乗りとなる（年末年始等例外あり）。

## 放送時間
| 期間       | 期間       | 放送時間（JST）       | 放送時間（JST）       |
| 期間       | 期間       | 月曜 - 木曜           | 金曜                  |
| ---------- | ---------- | --------------------- | --------------------- |
| 2013.04.01 | 2016.03.31 | 16:20 - 16:53（33分） | 16:20 - 16:50（30分） |
| 2016.04.01 | 2017.03.31 | 15:50 - 16:53（63分） | 15:50 - 16:53（63分） |
| 2017.04.03 | 2021.03.19 | 15:50 - 16:50（60分） | 15:50 - 16:50（60分） |
| 2021.04.02 | 現在       | 放送なし              | 19:00 - 19:56（56分） |

- 2023年より放送翌日の土曜9:30-10:30にて前日放送分の再放送が行われ、2024年より毎週木曜日にTVerにて配信される。

夕方時代の放送時間の備考
- 毎年7月の『海の日特別番組』（中京テレビ制作全国ネット、14:55 - 16:20）放送時と成人の日に開催される全国高等学校サッカー選手権大会決勝試合の中継が放送される時は休止となり、代替として『news every.・第1部』をネット受けしていた。
- 祝日や連休期間に番組を休止する際や大災害・事件などのなどの重大ニュースが入った場合、当番組を急遽休止および短縮放送する代わりに『news every.第1部』開始の15:50から放送する事があった。
- 2020年4月6日から2021年3月18日まで『情報ライブ ミヤネ屋』終了直後にオープニングパートを流した後、15:50より『news every.・第1部』冒頭の約15分（ナゼナニコーナー終了後のCM入りまで）をネット受けし、CM開け後『ててて!TV』本編が開始される編成を取っていたが、日本テレビ側で『news every.・第1部』が特別編成で休止される際には『ててて!TV』をフル編成で放送することがあった。
- 2019年と2020年に特別編成で『坂上忍の勝たせてあげたいTV』が15:55-16:50に放送された影響で『news every.・第2部』を休止し、1時間繰り下げの16:50-17:53にて放送された。
- 2019年7月5日の放送は開局記念番組『つなぐ を つくろう』を16:50-19:56に放送する関係で当番組を休止し、『news every.』の第1部を臨時ネットした。

## 出演者
★はYBSアナウンサー（当時含む）。
現在の出演者
2025年4月時点。
MC
- 山田ルイ53世（髭男爵）（2021年4月2日 - ）番組終了間際の中継開始前に、アナウンサがー中継先のリポーターを呼んだ後、everyの「そらジロー」も呼ぶネタを毎回やっている。
- 荒木美穂★（2025年4月4日 - ）

コーナー・中継担当
- 深田幹規★（2021年4月2日 - ）中継先で、「もとペイ」というぺこぱのシュウペイのアレンジモノマネをするのが定番だがスタジオ出演時は山田ルイ53世からリクエストされない限り行わない。
- 奥田歩美★（2025年4月4日 - ）
- ダンビラムーチョ（大原優一&原田フニャオ）（2021年4月2日 - )
- 世間知らズ（さおり&椎木ゆうた）（2021年4月23日 - ）
- 三浦実夏（2023年10月06日 - ）月一の出演。同局アナ＆番組が平日夕方帯時代は一部曜日のMCもしていた。
- 河西結心（つばきファクトリー）（2024年4月5日 - ）
- デラ地蔵（番組キャラクター）（2021年4月2日 - ）声は非公開だが、同局の櫻井和明アナとは親友と公言している。

ナレーション
- 小松千絵★（2023年4月7日 - ）

過去の出演者
- 田中千尋★（2021年4月2日 - 2023年3月24日、メインMC）
- 森田絵美★（2021年4月2日 - 2025年3月21日、メインMCは2023年4月7日から。）
- 海野紀恵★（2021年4月2日 - 2021年3月18日、ナレーション）
- 水越千尋★（2022年4月1日 - 2023年3月24日、ナレーション）
- 岡本桃香★（2021年4月23日 - 2023年9月29日）
- 服部廉太郎★（2023年4月7日 - 2024年3月16日）

### 夕方時代の歴代出演者
MC
| 期間      | 期間      | 男性         | 男性         | 男性             | 女性                         | 女性      | 女性      |
| 期間      | 期間      | 月・火       | 水・木       | 金               | 月 - 水                      | 木        | 金        |
| --------- | --------- | ------------ | ------------ | ---------------- | ---------------------------- | --------- | --------- |
| 2013.4.1  | 2015.3.27 | 和泉義治★    | 横内洋樹★    | 神部冬馬         | 原香緒里★                    | 原香緒里★ | 原香緒里★ |
| 2015.3.30 | 2016.4.1  | 村上幸政★    | 吉永龍司★    | 神部冬馬         | 原香緒里★                    | 原香緒里★ | 原香緒里★ |
| 2016.4.4  | 2017.3.31 | 櫻井和明★    | 櫻井和明★    | 櫻井和明★        | ハードキャッスル エリザベス★ | 加藤響子★ | 加藤響子★ |
| 2017.4.3  | 2019.3.29 | 和泉義治★    | 和泉義治★    | 和泉義治★        | 三浦実夏★                    | 三浦実夏★ | 三浦実夏★ |
| 2019.4.1  | 2020.3.27 | 和泉義治★    | 村上幸政★    | いしいそうたろう | 三浦実夏★                    | 三浦実夏★ | 三浦実夏★ |
| 2020.3.30 | 2021.3.19 | 和泉義治★    | 村上幸政★    | ダンビラムーチョ | 田中千尋★                    | 田中千尋★ | 海野紀恵★ |
| 2021.4.2  | 2023.3.24 | （放送なし） | （放送なし） | 山田ルイ53世     | （不在）                     | （不在）  | 田中千尋★ |
| 2023.4.7  | 現在      | （放送なし） | （放送なし） | 山田ルイ53世     | （不在）                     | （不在）  | 森田絵美★ |

コメンテーター
- 馬場憲一 - フリープロデューサー（2016年4月 - 2021年3月）[注 8]
- ウィリアム・リード - 山梨学院大学iCLA教授（2016年4月 - 2021年）[注 9]
- 上村直子 - ファイナンシャルプランナー（2016年4月 - 2021年3月）[注 10]
- 前田タクヤ - 音楽家・和太鼓奏者（水、2019年4月 - ）[注 11]
- 原未枝 - 皮膚科専門医（水、2019年4月 - ）
- 梶原宏之 - 山梨学院大学ラグビー部監督・経営学部教授（水、2020年4月 - ）
- 真藤舞衣子 - 料理家（木、2016年4月 - 2021年3月）[注 12]

その他
- ぴっかり高木 - ぴっかり高木といしいそうたろう・山梨住みます芸人（リポーター、2013年4月 - 2019年3月、以降は同年12月まで不定期出演）
- 奥山れもん★（リポーター、2013年 - 2014年3月）
- 井出アトム★（リポーター、2013年 - 2015年）
- 土谷映未★（リポーター（2013年4月 - 2015年3月）→ニュースコーナー（2016年4月 - 2017年3月））
- 酒井康宜★（ニュースコーナー 2016年4月 - 2017年3月）
- 水越千尋★（リポーター・水曜はらペコ横丁!コーナー、2016年4月 - 2017年3月、2020年3月30日 - 2020年9月）
- 守屋若奈 - 料理研究家（VENTめし!、2016年4月 - 2020年12月）
- 五緒川津平太 - 甲州弁ライター（エリーのキャン・ユー・スピーク（2016年4月 - 2019年3月）→木曜コメンテーター（2019年4月 - 2020年3月）→五緒川津平太の甲州弁研究所ズラ（2020年4月 - 2021年3月））
- 出口美香 - 気象予報士（2017年4月3日 - 2020年3月27日）[注 13]
- 植万由香★（リポーター、2017年10月 - 2018年6月）
- 叶多栞★（リポーター、2018年7月 - 8月）
- 林輝彦★（リポーター、2018年9月 - 10月）
- 森田絵美★（リポーター・スタジオプレゼンター（2019年4月 - 2020年9月）→水曜はらペコ横丁コーナー（2020年10月 - 2021年3月））
- そーすけ - ローカルタレント（リポーター・コメンテーター、2019年4月 - 2021年3月）
- 荒木美穂★（水曜はらペコ横丁!コーナー、2019年7月 - 2020年3月）
- 深田幹規★（リポーター、2020年4月 - 2021年3月）
- 岡本桃香★（プレゼンター、2020年9月 - 2021年3月）
- 世間知らズ（西田さおり&椎木ゆうた）（つなぐをつくろうの旅コーナー（2019年4月 - 2021年）、月曜コメンテーター（2020年12月7日 - 2021年3月）
- 宮田雄一朗 - 気象予報士（2020年3月30日 - 2021年3月19日）[注 13]
- ファニー - 甲府市国際交流員（ファニーのぐるぐる甲府ウォーキングコーナー、2020年9月 - 2021年2月）
- 吉岡秀樹★（和泉義治の代理MCおよび一部コーナーに出演経験あり[13]）

## 番組コーナー
2024年4月時点。
- やまなし調ベル：番組前半のVTR。毎週異なる企画が放送される。
- 週末探検ふるさと調ベラー：番組前半のVTR。月一ペースで山梨県の27市町村からひとつの市町村をフィーチャーする。
- 生中継ズバババーン：番組後半の生中継。主に飲食店やイベントを取り扱う。
- 集まれ!ててて動画部[15]：視聴者から募集した動画を紹介するコーナー。毎週山田ルイ53世の独断で「ルネッサンス賞」が決められる。

### 夕方時代のコーナー
今日の特集（今日の山梨の次）
今日の山梨
県内ニュースコーナー。MC担当のアナウンサーが山梨県内の最新ニュースを4項目の中から2つ伝える。
とんでけ!中継
ててて!変顔じゃんけん
データ放送と連動でじゃんけんに勝つと30ポイント、負けとあいこで15ポイント獲得となり100ポイント獲得でプレゼントに応募が可能。コーナーには主に山梨県内在住・滞在者が出演するが、YBS制作番組や関連イベント、日本テレビ系列制作番組の出演者（後述の「笑点」出演者など）などの著名な芸能人が出演することがある。テーマ曲は2019年度までは神部冬馬&入倉もん吉が、2020年度からは前田タクヤが担当。
全国お取り寄せ
日本全国から取り寄せた食材を紹介する不定期企画。VTRは全国の日本テレビ系列の放送局が制作を持ち回りで担当し、それぞれの地域で放送されている情報番組の出演者が登場する。
VENTめし!（火 2016年4月 - 2020年12月）
主にヴァンフォーレ甲府のシーズン中（4月〜12月）に放送。
ぴかぴか笑店（火 2016年4月 - 2017年3月）
ダンビラムーチョの甲州街道歩いて御免!（水 2016年 - 2017年3月）
1日秘書エリーでごさいます!（火 2017年4月 - 2018年3月）
ハードキャッスル エリザベスが山梨県内の企業を訪れ、1日秘書を務める。
VENTトレ! Let'sタニササイズ（火 2016年度、2017年度）
主にヴァンフォーレ甲府のシーズンオフ中（1月-3月）に放送。
響子のプレイバック昭和→響子の平成プレイバック（月一月 2016年4月 - 2019年3月）
昭和時代の山梨日日新聞の一記事を取り上げ、当時と現在の状況について紹介する今日は何の日の山梨版コーナー。コーナー冒頭で加藤響子が山口百恵「プレイバックPart2」の一部分を披露する。2018年3月まで毎週放送されていたが、4月より平成の出来事を振り返るコーナーとしてリニューアルし、月一の放送に移行。2019年3月までに平成元年から平成10年の出来事が特集された。8月のみ加藤が体調不良で休演したため代理で海野紀恵が担当した。
エリーのキャン・ユー・スピーク甲州弁（水 2016年4月 - 2019年3月）
ハードキャッスルが「キャンユースピーク甲州弁?」の著者・五緒川津平太から甲州弁について学ぶ。
週末山梨（木 2016年4月 - 2019年3月）
最新映画や自社制作ドラマ、県内のイベントについて取り扱う。映画出演者へのインタビュー等も行っており、2017年4月28日の放送では映画「無限の住人」主演の木村拓哉と杉咲花に当時のMC・三浦実夏がインタビューを行う映像が放送された他、映画・ドラマの出演者・監督がゲストとして生出演することがあった。
ぴっかり いしいのクラブにおじゃま（月 2017年4月 - 2019年3月）
月刊イイオトコ通信（月一月 2018年度）
いしいそうたろう扮する佐藤浩一二が山梨県内の「イイオトコ」から男らしさを学んでいく。
和泉のご近所ニュース（2017年度）
視聴者から送られてきた3つの写真・動画の中からウィリアム・リードが大賞を決める。2018年度からは「和泉のご近所ニュース＋」として不定期放送。
ほんじゃ!いかざぁ!コウシュウペン（木、2019年度）
全編甲州弁のゆるキャラアニメ。
ダンビラムーチョのててて!探検隊（金 2017年4月 - 2020年3月）
ダンビラムーチョが山梨県内の穴場スポットを訪れる。2018年からは「甲府城下町編」として甲府駅周辺のスポットを訪れる。同年10月より番組前半で同駅前から出口美香が天気を伝える関係で、ダンビラムーチョが天気コーナーの終盤に出演することがあった。
フレフレそーすけ（木 2019年度）
つなぐをつくろうの旅（金 2019年 -2021年）
ファニーのぐるぐる甲府ウォーキング（2020年9月 - 2021年2月）
いしいVSいずみ クイズ知らんだけ?（月 2020年度）
水曜はらペコ横丁!（水 2013年 - 2021年）
マイマイのおうちレシピ（木 2020年度）
勝手に金メダル（GOLD（金） 2020年度）
五緒川博士の甲州弁研究所ズラ（GOLD 2020年度）
金笑漫才（GOLD 2020年度）

## その他
日本テレビ系列の番組とのコラボも何度か行っており、2013年9月5日放送の『秘密のケンミンSHOW』（読売テレビ制作）のコーナー『辞令は突然に…』にて当番組が紹介され、2014年9月18日放送の『情報ライブ ミヤネ屋』（同上）に川田裕美（当時読売テレビアナ）の代理MCで原が出演し、番組の途中で『ててて!TV』のスタジオとの中継が行われた。また、2016年リニューアル時のCMはミヤネ屋のスタジオでMC3人(櫻井・ハードキャッスル・加藤)が宮根、林マオ（読売テレビアナ）両MCとコラボする内容であった。2018年9月11日にハードキャッスルが林の代理で『ミヤネ屋』に出演している。
2017年には『笑点』（日テレ制作）出演者の三遊亭小遊三（大月市出身）、林家木久扇、林家三平が同4月8日開催の信玄公祭りに出演するのに合わせ、4月3日から6日の『ててて!変顔じゃんけん』のコーナーに同番組司会の春風亭昇太、三平、木久扇、小遊三の四人がそれぞれ出演した。以降も同番組の出演者がVTR・スタジオ出演することがある。
2018年7月27日の放送で福島中央テレビ制作の情報番組『ゴジてれ Chu!』とのコラボで同時生放送を行い、同番組のスタジオからMCで同局アナウンサーの徳光雅英と小野紗由利が出演。当日の放送では三浦が徳光と福島県内を、小野がハードキャッスルと山梨県内を巡るVTRが放送された。
2025年1月期放送の日曜ドラマ『ホットスポット』（日本テレビ制作）では山梨県が舞台となっていることから、山梨放送も制作協力しており、劇中で主人公が『ててて!TV』を視聴しているシーンが登場している。
夕方時代にYBSラジオで月-金曜13:00-16:30に放送されているラジオ番組『はみだし しゃべくりラジオ キックス』のMC・ゲスト出演者がラジオ放送終了後に『ててて!TV』にゲスト出演することがあった。